# Liste des monuments historiques de la province d'Anvers
Cette page regroupe l'ensemble des listes des monuments historiques de la province belge d'Anvers.
- Liste des monuments historiques d'Aartselaar
- Liste des monuments historiques d'Anvers
- Liste des monuments historiques de Arendonk
- Liste des monuments historiques de Baerle-Duc
- Liste des monuments historiques de Balen
- Liste des monuments historiques de Beerse
- Liste des monuments historiques de Berlaar
- Liste des monuments historiques de Boechout
- Liste des monuments historiques de Bonheiden
- Liste des monuments historiques de Boom
- Liste des monuments historiques de Bornem
- Liste des monuments historiques de Borsbeek
- Liste des monuments historiques de Brasschaat
- Liste des monuments historiques de Brecht
- Liste des monuments historiques de Dessel
- Liste des monuments historiques de Duffel
- Liste des monuments historiques d'Edegem
- Liste des monuments historiques d'Essen
- Liste des monuments historiques de Geel
- Liste des monuments historiques de Grobbendonk
- Liste des monuments historiques de Heist-op-den-Berg
- Liste des monuments historiques de Hemiksem
- Liste des monuments historiques de Herentals
- Liste des monuments historiques de Herenthout
- Liste des monuments historiques de Herselt
- Liste des monuments historiques de Hoogstraten
- Liste des monuments historiques de Hove
- Liste des monuments historiques de Hulshout
- Liste des monuments historiques de Kalmthout
- Liste des monuments historiques de Kapellen
- Liste des monuments historiques de Kasterlee
- Liste des monuments historiques de Kontich
- Liste des monuments historiques de Laakdal
- Liste des monuments historiques de Lierre
- Liste des monuments historiques de Lille
- Liste des monuments historiques de Lint
- Liste des monuments historiques de Malle
- Liste des monuments historiques de Malines
- Liste des monuments historiques de Meerhout
- Liste des monuments historiques de Merksplas
- Liste des monuments historiques de Mol
- Liste des monuments historiques de Mortsel
- Liste des monuments historiques de Niel
- Liste des monuments historiques de Nijlen
- Liste des monuments historiques d'Olen
- Liste des monuments historiques d'Oud-Turnhout
- Liste des monuments historiques de Putte
- Liste des monuments historiques de Puurs
- Liste des monuments historiques de Ranst
- Liste des monuments historiques de Ravels
- Liste des monuments historiques de Retie
- Liste des monuments historiques de Rijkevorsel
- Liste des monuments historiques de Rumst
- Liste des monuments historiques de Saint-Amand
- Liste des monuments historiques de Schelle
- Liste des monuments historiques de Schilde
- Liste des monuments historiques de Schoten
- Liste des monuments historiques de Stabroek
- Liste des monuments historiques de Turnhout
- Liste des monuments historiques de Vorselaar
- Liste des monuments historiques de Vosselaar
- Liste des monuments historiques de Wavre-Sainte-Catherine
- Liste des monuments historiques de Westerlo
- Liste des monuments historiques de Wijnegem
- Liste des monuments historiques de Willebroek
- Liste des monuments historiques de Wommelgem
- Liste des monuments historiques de Wuustwezel
- Liste des monuments historiques de Zandhoven
- Liste des monuments historiques de Zoersel
- Liste des monuments historiques de Zwijndrecht